# Wincheap
Wincheap est une localité du comté du Kent, en Angleterre.

## Histoire
Wincheap a été créé au début du XIIIe siècle. Il existe deux théories sur son nom, soit il vient du saxon Wenchiape, désignant un marché de vin, soit de Weychep du vieil anglais Waegnceap, chariot, qui aurait été garé à l'extérieur des murs de la ville.